# بلاتيتس
بلاتيتس (Блатец) هي مدينة في مقاطعة فينيتسا في جمهورية مقدونيا.
بلغ تعداد القرية 1,594 نسمة في عام 2002. كانت القرية بلدية خاصة بها قبل عام 2003، ومنذ ذلك الحين تم ضمها إلى فينيتسا.